# Liga Nacional de Mujeres contra el Sufragio
La Liga Nacional de Mujeres contra el sufragio (en el original inglés Women's National Anti-Suffrage League) (1908-1918) se fundó en Londres el 21 de julio de 1908. Su objetivo eran oponerse a que las mujeres obtuvieran el derecho al voto en las elecciones parlamentarias del Reino Unido, aunque sí admitía que pudieran votar en las elecciones municipales. Fue fundada en un momento de resurgimiento del apoyo al movimiento de sufragio femenino. 

## Orígenes
Se habían publicado una serie de cartas anti-sufragio en las páginas de The Times entre 1906 y 1907, y algunos llamamientos para liderar el movimiento contra el sufragio en The Spectator en febrero de 1908. Es posible que  en 1907, circulase una carta que anunciaba la creación de una Asociación Nacional de Mujeres contra el Sufragio, invitando a las destinatarias a convertirse en miembros de base o entrar a formar parte del organigrama del Comité Central.  Esta carta se publicó con la firma de treinta damas aristócráticas que se habían convertido en prominentes antisufragistas, así como el apoyo de varios lores y parlamentarios. Sin embargo, la primera reunión de la Liga Nacional contra el Sufragio de las Mujeres no tuvo lugar hasta el año siguiente, el 21 de julio, en el Westminster Palace Hotel con Lady Jersey en la Presidencia. Diecisiete personas fueron nominadas para el comité central en esta reunión, incluida la Sra. Humphrey Ward en la presidencia del Comité Literario y Gertrude Bell como secretaria. Otros miembros fueron la Sra. Ethel Bertha Harrison, Sophia Lonsdale, Violet Markham, Beatrice Chamberlain y Hilaire Belloc MP. 
Se formó una rama de la Liga en Dublín en 1909.

## Objetivos

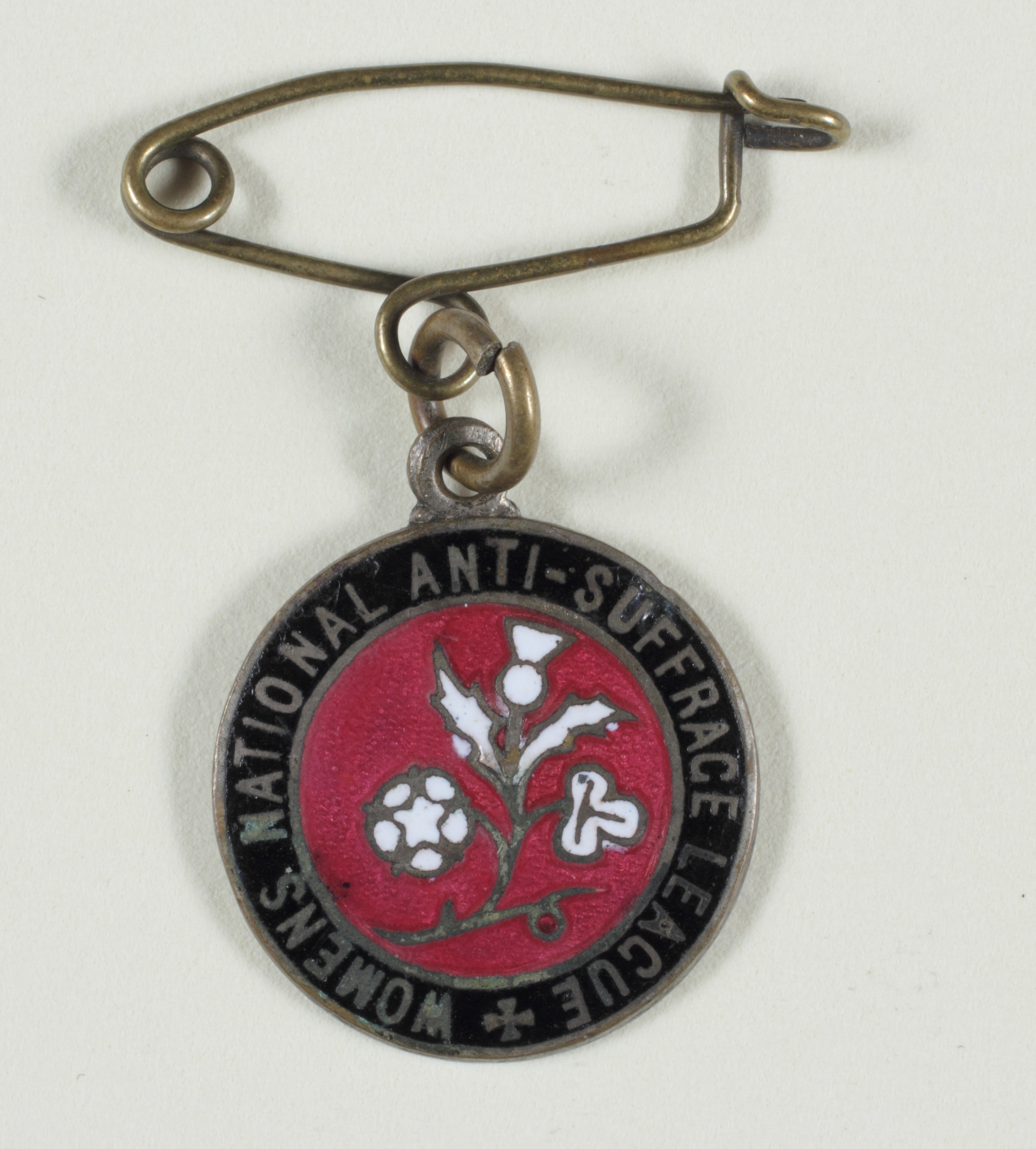
Insignia de la Liga Nacional contra el Sufragio de las Mujeres

Los objetivos de la Liga eran oponerse a que se concediera a las mujeres el derecho a votar para el parlamento, aunque sí apoyaba que tuvieran voto en las elecciones locales y municipales. La Liga publicó la Revista Anti-Sufragio (Anti-Suffrage Review)  desde diciembre de 1908 hasta 1918. Reunió 337.018 firmas en una carta contra el sufragio femenino y fundó la primera sede local en Hawkenhurst en Kent. La primera sede de Londres se estableció en South Kensington bajo los auspicios de Mary Fox-Strangways condesa de Ilchester. Poco después, en mayo de 1910, la Duquesa de Montrose puso en marcha la rama escocesa, fundando la Liga Nacional Anti-sufragio de Escocia. En diciembre de ese año había 26 sedes u oficinas en el país, cantidad que aumentó a 82 en abril de 1909 y a 104 en julio de 1910. Se anunció que se habían recibido 2000 suscripciones en diciembre de 1908, llegando a 9000 en julio de 1909. 
Los principales argumentos  de la Liga contra la concesión del voto para la mujer en las elecciones del parlamento eran:
(a) Debido a que las características de hombres y mujeres, por su propia naturaleza, son esencialmente diferentes, su participación en la gestión pública del Estado debería ser diferente.
(b) Debido a que el complejo Estado moderno depende, para su propia existencia, del poder naval y militar, la diplomacia, de las finanzas y de las grandes industrias mineras, constructivas, navieras y transporte, áreas en las que la mujer no puede realizar ningún papel práctico, y son estos asuntos, y los enormes intereses implicados en ellos, sobre los que se ocupa el Parlamento.
(c) Debido a la concesión del voto para la elección de gobiernos locales y la admisión de mujeres en los consejos de condado y municipales, la nación ha abierto una amplia esfera de trabajo público y de influencia para las mujeres, siempre dentro de sus posibilidades. Sin embargo, es posible que para poder hacer un uso adecuado de ello, la mujer gaste toda la energía que le quede después del cuidado del hogar y el desarrollo de la vida individual.
(d) Porque con la posesión del derecho al voto parlamentario, la influencia de las mujeres en las causas sociales disminuirá en lugar de aumentar. Actualmente, en materia de reforma social, se mantienen alejadas de la política de partidos, y gracias a eso son escuchadas. La influencia legítima de las mujeres -de cualquier clase social, ricas y pobres- en la política, siempre será proporcional a su educación y sentido común. Pero el poder decisivo del voto parlamentario debería dejarse en manos de los hombres, cuya fuerza física es en última instancia responsable de la conducta del Estado.
(e) Porque todas las reformas que se presentan como razones para el voto pueden obtenerse por otros medios que no sean la votación, como lo demuestra la historia de las leyes relacionadas con las mujeres y los niños durante el siglo pasado. Los canales de opinión pública siempre están abiertos a las mujeres. Además, en áreas como la reforma social y educativa, así como en la investigación de problemas sociales, donde la mujer posee una clara ventaja, los servicios prestados han sido reconocidos por el Parlamento. Ha habido mujeres incluidas en las Comisiones Reales y admitida su participación en gobiernos locales. Parece entonces que este debería ser el mejor camino para el progreso. Por ejemplo, una representación de mujeres, podría entablar una relación consultiva más estrecha con los departamentos gubernamentales, en asuntos relacionados con los intereses especiales de las mujeres.
(f) Debido a que cualquier medida de concesión del derecho a voto a las mujeres debe:
1. concedérselo en los mismos términos que a los hombres y, por lo tanto, en la práctica implicaría una limitación injusta y maliciosa.
2. dar el voto a las esposas de los votantes tendería a introducir diferencias políticas en la vida doméstica.
3. mediante la adopción del sufragio adulto, lo que parece inevitable admitir que el voto femenino se colocaría en una mayoría dominante.

(g) Porque, finalmente, el peligro que podría suponer la concesión del sufragio femenino, en el caso de un estado con responsabilidades tan complejas y de largo alcance como Inglaterra, no es proporcional al riesgo que corren otros países más pequeños que lo han adoptado. La plena entrada al poder político de un número de votantes excluidos, por su naturaleza y su circunstancial conocimiento medio de la política y de la experiencia acumulada por los hombres, debilitaría a las fuerzas centrales de gobierno del Estado creando situaciones de peligro para el país.

## Fusión
En 1910, el grupo se fusionó con la Men's National League for Opposing Women's Suffrage pasando a formar la National League for Opposing Women's Suffrage con Lord Cromer como presidente y Lady Jersey en la vicepresidencia. La fusión fue en realidad una absorción, ya que el presidente de la antigua organización, Lord Cromer, se convirtió en presidente de la nueva. En 1912 Lord Curzon y Lord Weardale  compartieron la presidencia. La organización continuó sus actividades y la publicación de la Revista Anti-Sufragio hasta 1918, cuando todo llegó a su fin al conseguirse el sufragio femenino. 

## Archivos
Los archivos de la Liga Nacional de Mujeres contra el Sufragio se guardan en la The Women's Library en la London School of Economics .